# Everything's Ducky
Pour plus de détails, voir Fiche technique et Distribution.
Everything's Ducky est un film américain réalisé par Don Taylor, sorti en 1961.

## Fiche technique
- Titre : Everything's Ducky
- Réalisation : Don Taylor
- Scénario : John Fenton Murray et Benedict Freedman
- Photographie : Carl E. Guthrie
- Musique : Bernard Green
- Société de production : Columbia Pictures
- Pays d'origine : États-Unis
- Format : Noir et blanc - 1,85:1 - Mono
- Genre : comédie
- Date de sortie : 1961

## Distribution
- Mickey Rooney : Kermit 'Beetle' McKay
- Buddy Hackett : Seaman Admiral John Paul 'Ad' Jones
- Jackie Cooper : Lieutenant J.S. Parmell - Psychiatre
- Joanie Sommers : Nina Lloyd
- Roland Winters : Capitaine Lewis Bollinger
- Elizabeth MacRae : Susie Penrose
- Gene Blakely : Lieutenant Bernard Kemp
- Gordon Jones : Chef Petty
- Richard Deacon : Dr Deckham
- Alvy Moore : Jim Lipscott
- Jason Wingreen : Aide de Lipscott (non crédité)